# ミックスカーリング日本代表
ミックスカーリング日本代表は、日本カーリング協会または日本オリンピック委員会が日本代表としてミックスカーリング（男女混合の4人制団体種目、英語: Mixed Curling）の国際大会に派遣したナショナルチーム。

## 概要
ミックスカーリングの日本代表が派遣された国際大会としては、世界ミックスカーリング選手権とユースオリンピックのカーリング競技がある。世界カーリング連盟がまとめたミックスカーリングの国別ランキングでは、日本は2022年11月時点において18位となっている。

## 世界ミックスカーリング選手権
| 大会 | 開催地       | 成績     | フォース     | サード     | セカンド   | リード     |
| ---- | ------------ | -------- | ------------ | ---------- | ---------- | ---------- |
| 2015 | ベルン       | 21位     | 柏木寛昭     | 斎藤菜月   | 大野福公   | 石崎琴美   |
| 2016 | カザン       | 5位      | 大久津真由美 | 大野福公   | 佐藤邑圭   | 藤井雅之   |
| 2017 | シャンペリー | 20位     | 佐々木彩斗   | 奥山美佳   | 山口修明   | 目黒ちはる |
| 2018 | ケロウナ     | 17位     | 金井大成     | 金井亜翠香 | 市村丈     | 両川萌音   |
| 2019 | アバディーン | 24位     | 前田拓海     | 田畑百葉   | 中原亜星   | 小林未奈   |
| 2022 | アバディーン | 5位      | 土屋海       | 水上駿太   | 大谷衿果   | 岡村康平   |
| 2023 | アバディーン | 5位      | 河野幹太郎   | 浦瀧夏実   | 笠井祐太朗 | 山口有香   |
| 2024 | アバディーン | 銀メダル | 市坪駿       | 長谷日向子 | 沙魚川拓生 | 常世田千尋 |

## ユースオリンピック
| 大会 | 開催地         | 成績     | フォース | サード   | セカンド | リード     |
| ---- | -------------- | -------- | -------- | -------- | -------- | ---------- |
| 2012 | インスブルック | 7位      | 臼井槙吾 | 北口瑞季 | 堀篭司   | 玉熊真子   |
| 2016 | リレハンメル   | 15位     | 伊藤昴太 | 松澤弥子 | 相田晃輔 | 佐々木穂香 |
| 2020 | ローザンヌ     | 銀メダル | 前田拓海 | 田畑百葉 | 中原亜星 | 小林未奈   |
| 2024 | 江原特別自治道 | 6位      | 藤井海斗 | 丸銭咲月 | 佐藤航英 | 市山ひまり |